# 伊尼耶里耶火山
伊尼耶里耶火山是印度尼西亞的火山，位於弗洛勒斯島中南部遠眺薩武海，由東努沙登加拉省負責管轄，海拔高度2,245米，是島上最高的火山，山頂以東有一個陡峭的火山口，北坡有溫泉和地熱區域。